# Бросок крюком

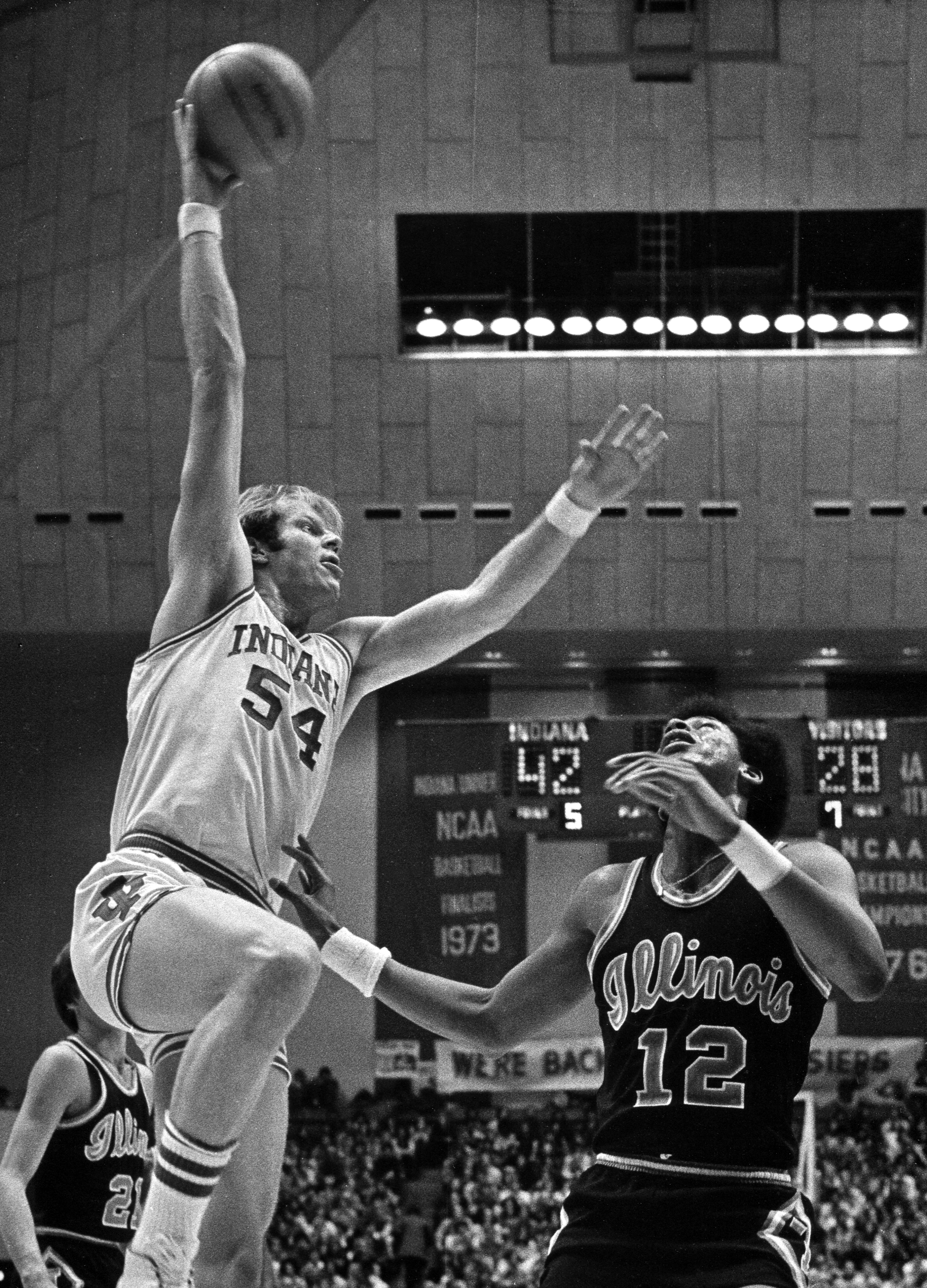
Кент Бенсон забрасывает мяч крюком за «Индиана Хузерс», 1977

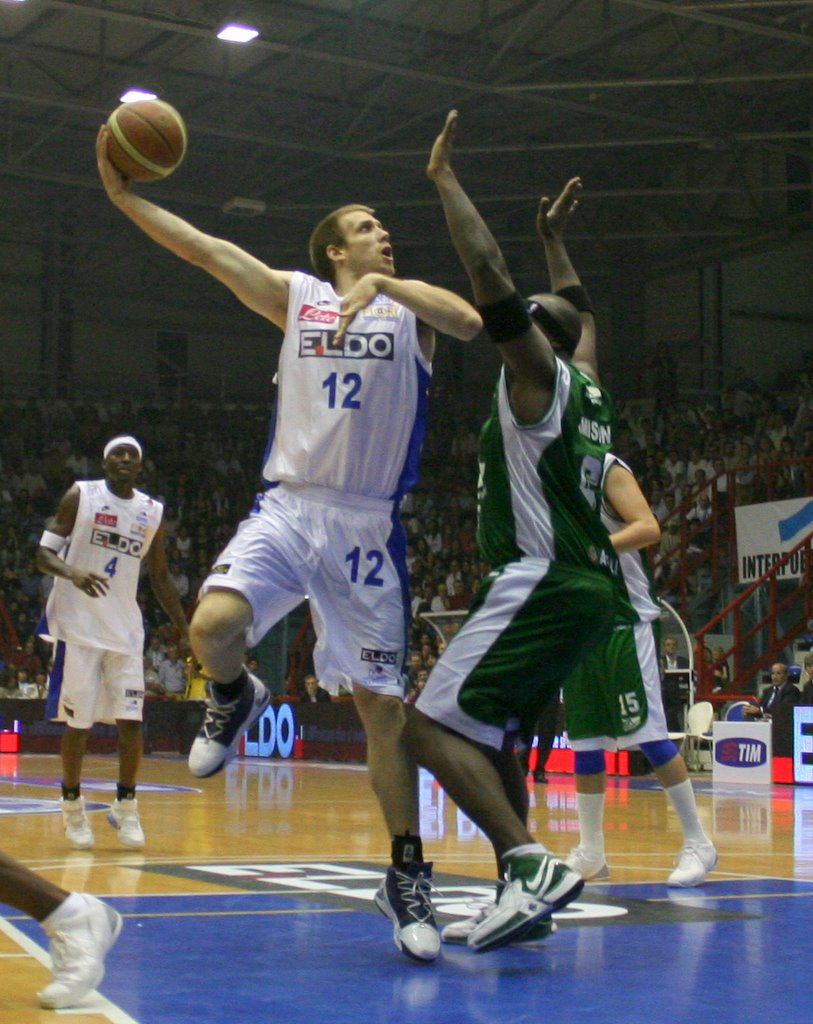
Ричард Мейсон Рокка кидает крюком за «Элдо Наполи», 2006

Бросок крюком (также, крюк; англ. hook shot) — бросок в баскетболе, совершаемый боком к кольцу за счёт вращательного движения руки и выпуска мяча над головой. Поскольку исполняется такой бросок дальней рукой от кольца и, следовательно, защитника, его практически невозможно заблокировать.
Всеобщую известность броску крюком придал Пранас Талзунас, прекрасно исполнявший этот элемент на чемпионате Европы 1937 года, где его команда, сборная Литвы, завоевала чемпионство. Считается, что за всю историю баскетбола лучше всех этим броском владел легендарный центровой Карим Абдул-Джаббар. В современном баскетболе крюк используется очень редко, поскольку требует высочайшего мастерства для его уверенной реализации и имеет более простую альтернативу — полукрюк.
При броске крюком, как правило, игрок получает мяч в положении спиной к корзине, затем повернувшись налево (если правша), отыскивает взглядом корзину и выполняет бросок кругообразным движением правой руки с использованием щита. Броски крюком и полукрюком являются грозными техническими приёмами, которые трудно нейтрализовать защитникам. В современном баскетболе более распространённым являются броски полукрюком. Это связано с более высокой скоростью их выполнения, меньшей удалённостью мяча от туловища при исполнении. В условиях плотной, подвижной защиты и организованной подстраховкой партнёров, эти факторы играют важную роль.
Броски крюком применяются на близких и средних дистанциях, как правило игроками передней линии. Наиболее успешно данный вид броска применяют такие баскетболисты НБА, как Кевин Гарнетт, Дирк Новицки, братья Пау и Марк Газоль.

## «Небесный крюк»
Карим Абдул-Джаббар обладал самым известным броском в истории баскетбола — «небесным крюком» (англ. Skyhook). Он одинаково хорошо исполнял этот бросок обеими руками, что становилось проблемой практически для всех оппонентов.